# Bernoulliho schéma
Bernoulliho schéma se používá k výpočtu pravděpodobnosti při opakovaném pokusu.
Provedeme sérii nezávislých náhodných pokusů, ve kterých nastává sledovaný výsledek, náhodný jev {\displaystyle A}, s pravděpodobností {\displaystyle P(A)=p}, {\displaystyle 0<p<1}. Pravděpodobnost {\displaystyle P_{n}(k)} toho, že se v sérii vyskytne náhodný jev {\displaystyle A} právě k-krát, {\displaystyle k=0,1,2,...,n} se rovná
{\displaystyle P_{n}(k)={\begin{pmatrix}n\\k\\\end{pmatrix}}p^{k}(1-p)^{n-k}} , {\displaystyle 0\leq k\leq n}

## Příklady
Příklad č. 1: Házíme desetkrát hrací kostkou. Jaká je pravděpodobnost, že právě čtyřikrát padne číslo 6?
Protože jde o sérii nezávislých jevů (daný hod nezávisí od předcházejícího), můžeme použít Bernoulliho schéma. Pravděpodobnost příznivého jevu je {\displaystyle {\frac {1}{6}}} a pravděpodobnost nepříznivého jevu je {\displaystyle {\frac {5}{6}}}. (Protože mohou padnout čísla 1,2,3,4 nebo 5.)
{\displaystyle P(A)={\begin{pmatrix}10\\4\\\end{pmatrix}}\left({\frac {1}{6}}\right)^{4}\left({\frac {5}{6}}\right)^{6}=210\cdot {\frac {1}{6^{4}}}\cdot {\frac {5^{6}}{6^{6}}}={\frac {210\cdot 5^{6}}{6^{10}}}\doteq 0{,}05}
Tedy pravděpodobnost, že z 10 hodů hrací kostkou padne právě čtyřikrát číslo 6 je přibližně 5 %.
Příklad č. 2: Házíme hrací kostkou desetkrát. Jaká je pravděpodobnost, že alespoň čtyřikrát padne číslo 6?
V tomto případě se vlastně ptáme, jaká je pravděpodobnost, že číslo 6 padne čtyřikrát, nebo pětkrát, nebo šestkrát, nebo sedmkrát, nebo osmkrát, nebo devětkrát, nebo desetkrát.
{\displaystyle P(A)={\begin{pmatrix}10\\4\\\end{pmatrix}}\left({\frac {1}{6}}\right)^{4}\left({\frac {5}{6}}\right)^{6}+{\begin{pmatrix}10\\5\\\end{pmatrix}}\left({\frac {1}{6}}\right)^{5}\left({\frac {5}{6}}\right)^{5}+{\begin{pmatrix}10\\6\\\end{pmatrix}}\left({\frac {1}{6}}\right)^{6}\left({\frac {5}{6}}\right)^{4}+{\begin{pmatrix}10\\7\\\end{pmatrix}}\left({\frac {1}{6}}\right)^{7}\left({\frac {5}{6}}\right)^{3}+{\begin{pmatrix}10\\8\\\end{pmatrix}}\left({\frac {1}{6}}\right)^{8}\left({\frac {5}{6}}\right)^{2}+{\begin{pmatrix}10\\9\\\end{pmatrix}}\left({\frac {1}{6}}\right)^{9}\left({\frac {5}{6}}\right)+{\begin{pmatrix}10\\10\\\end{pmatrix}}\left({\frac {1}{6}}\right)^{10}\doteq 0{,}07}
Pravděpodobnost, že z 10 hodů hrací kostkou padne alespoň čtyřikrát číslo 6 je přibližně 7 %.
Příklad č. 3: Házíme hrací kostkou třikrát. Jaká je pravděpodobnost, že právě jednou padne číslo 3?
{\displaystyle P(A)={\begin{pmatrix}3\\1\\\end{pmatrix}}\left({\frac {1}{6}}\right)^{1}\left({\frac {5}{6}}\right)^{2}={\frac {25}{72}}\doteq 0{,}347}
Pravděpodobnost, že z 3 hodů hrací kostkou padne právě jednou číslo 3 je přibližně 34,7 %.
Příklad č. 4: Střelec zasáhne cíl s pravděpodobností {\displaystyle 0{,}7} přičemž vystřelil 10krát. Jaká je pravděpodobnost, že zasáhl cíl právě čtyřikrát?
{\displaystyle P(A)={\begin{pmatrix}10\\4\\\end{pmatrix}}(0{,}7)^{4}(0{,}3)^{6}=0{,}036}
Pravděpodobnost, že z 10 výstřelů zasáhne právě čtyřikrát cíl je přibližně 3,6 %.
Příklad č. 5: Při testu v autoškole je 30 otázek z kterých v každé z nich jsou na výběr 3 odpovědi, přičemž správná je vždy jen jedna. Uchazeč o řidičský průkaz uspěje, pokud označí správně alespoň 27 otázek. Je takovéto testování spolehlivé?
Alespoň 27 znamená 27 nebo 28 nebo 29 nebo 30.
{\displaystyle P(A)={\begin{pmatrix}30\\3\\\end{pmatrix}}\left({\frac {2}{3}}\right)^{3}\left({\frac {1}{3}}\right)^{27}+{\begin{pmatrix}30\\2\\\end{pmatrix}}\left({\frac {2}{3}}\right)^{2}\left({\frac {1}{3}}\right)^{28}+{\begin{pmatrix}30\\1\\\end{pmatrix}}\left({\frac {2}{3}}\right)^{1}\left({\frac {1}{3}}\right)^{29}+{\begin{pmatrix}30\\0\\\end{pmatrix}}\left({\frac {2}{3}}\right)^{0}\left({\frac {1}{3}}\right)^{30}\doteq 0}
Pokud by uchazeč přišel na test nepřipravený a náhodně by vybíral otázky, pravděpodobnost, že si tipne alespoň 27 otázek správně, je prakticky nulová, tedy test je spolehlivý.